# ホントの気持ち
「ホントの気持ち」（ホントのきもち）は、今井美樹の22枚目のシングル。2003年7月30日発売。発売元は東芝EMI。

## 解説
振付は西田一生（西田プロジェクト）。

## 収録曲
作詞・作曲　布袋寅泰（特記以外）
1. ホントの気持ち
  - 編曲　河野圭
2. ラブソングは止まらない
  - 編曲　布袋寅泰
3. PRISM
  - 作詞　岩里祐穂／作曲・編曲　朝本浩文
4. ホントの気持ち (Instrumental)
5. ラブソングは止まらない (Instrumental)
6. PRISM (Instrumental)